# Лапання

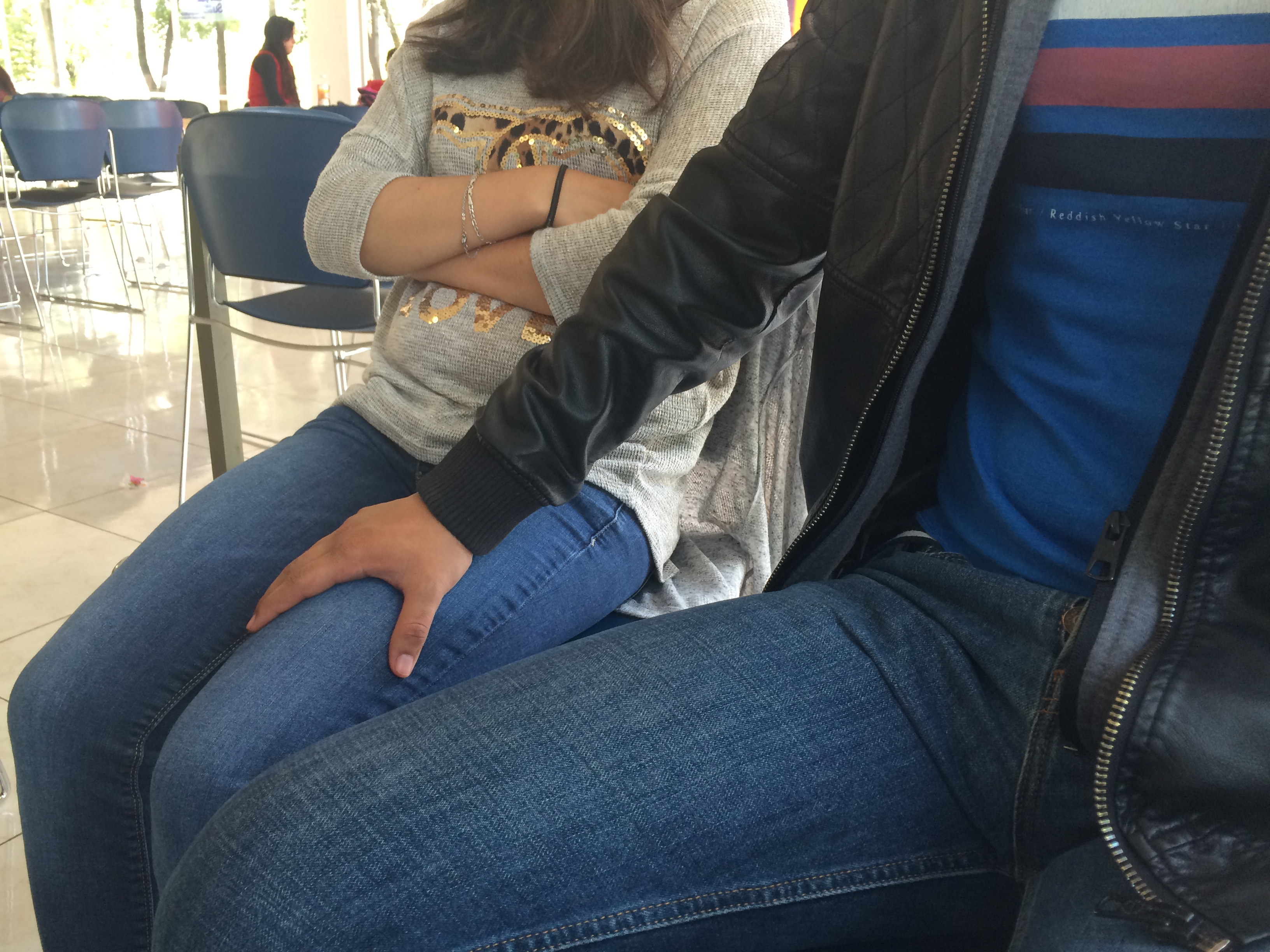
Чоловік мацає стегно жінки (Мехіко, 2015).

Лапання — у сексуальному контексті акт навмисного дотику до іншої людини сексуальним способом, зазвичай без її згоди. Цей термін, як правило, має негативний відтінок у багатьох суспільствах, і така діяльність може вважатися сексуальним нападом або іншим чином неприйнятною. Дотик до тіла особи під час статевого акту, масажу чи медичного огляду зазвичай не вважається лапанням, хоча цей термін іноді використовується для включення невмілого, егоїстичного чи недоречного сексуального дотику. Ділянки тіла, які найчастіше обмацують, включають сідниці, груди, вульву, стегна, пеніс і мошонку. Мацаки можуть використовувати руки, але притискання будь-якої частини свого тіла до іншої людини можна вважати обмацуванням.
Практика, коли офіцери, наприклад митники чи служби безпеки в аеропортах, піддають обшуку жінок, викликає суперечки. Така поведінка державних службовців вимагає чіткого правового дозволу.
Фроттеризм, яке вважається парафілією, — це практика, коли людина торкається руками іншої особи без згоди, зазвичай у натовпі, для власного сексуального задоволення. Лапання може бути показано в порнографічних фільмах.

## Культурні інциденти
Колись Італія мала репутацію, де чоловіки щипають жінок за сідниці, і, можливо. Щодо цього можна було б застосувати термін «лапання», але в той час (наприклад, середина XX століття) це явище не було зафіксоване конкретним терміном. Японія має репутацію, де чоловіки лапають жінок у потягах і автобусах, оскільки влада запровадила кампанії проти лапання, що привернуло значну увагу медіа та стало предметом серйозних досліджень в останні роки.
У деяких частинах Південної Азії, особливо в Індії, Непалі та Бангладеш, публічні сексуальні домагання або сексуальний напад (часто відомі як «вуличні домагання») до жінок з боку чоловіків широко називають «кепкування Єви».
В Австралії в серпні 2019 року на благодійному заході ведучий підставив свою щоку для поцілунку гостьовій ведучій, а потім повернув голову і поцілував її в губи. Ведуча публічно заявила: «Така поведінка є нестерпною, і час, коли жінки підлягали чи мусили це терпіти, давно минув». Господар вибачився за свою поведінку.
У червні 2022 року британського депутата Крістофера Пінчера було відсторонено від Консервативної партії після того, як було стверджено, що він обмацав двох чоловіків у стані алкогольного сп'яніння в лондонському клубі Carlton Club.

## Боротьба з лапанням
На практиці переважно об'єктами обмацування є жінки. Щоб боротися з обмацуванням, вуличним переслідуванням і кепкуванням Єви над жінками в людних громадських місцях, деякі країни також виділили місця лише для жінок. Наприклад, у Мексиці, Японії, Філіппінах, ОАЕ та інших країнах було запроваджено автобуси з розподілом статі, пасажирські вагони лише для жінок та купе в поїздах, щоб зменшити сексуальні домагання.
У деяких місцях у Німеччині, Кореї та Китаї є паркувальні місця для жінок, часто з питань безпеки. Багато інших країн, зокрема Канада, Сполучені Штати, Італія, Японія та Велика Британія, також надають привілеї паркування вагітним жінкам з міркувань безпеки або доступу.

### Японія
В Японії чоловіка, який публічно обмацує жінок, називають чікан (痴漢); і цей термін також описує сам акт. Переповнені потяги є звичайним місцем для лапання, і опитування 2001 року, проведене у двох токійських середніх школах, показало, що понад дві третини учениць піддавалися лапанню під час поїздки у вагонах. У рамках зусиль щодо боротьби з цією проблемою деякі залізничні компанії у години пік призначають пасажирські вагони лише для жінок.

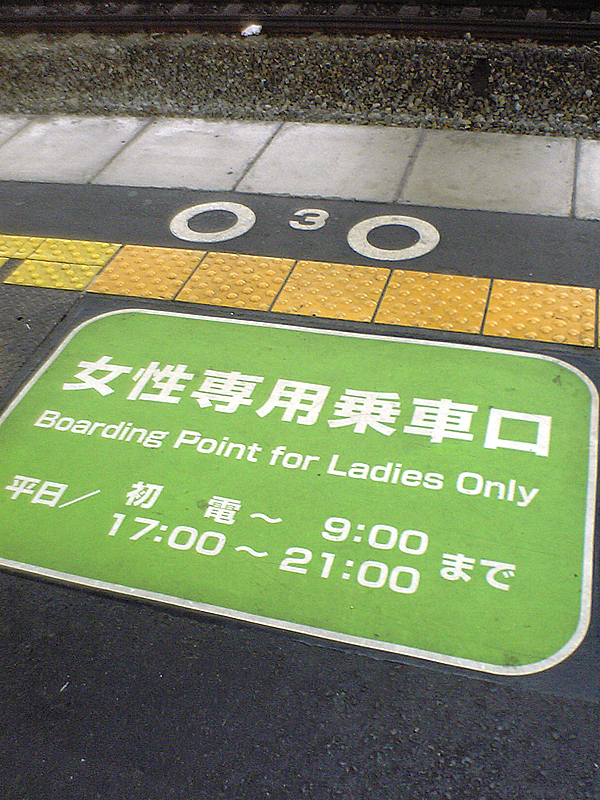
Знак на станційній платформі в Осаці, Японія, показує місце посадки в вагон лише для жінок

Хоча цей термін не визначено в японській правовій системі, використання цього слова в народній мові описує дії, які порушують кілька законів. Хоча переповнені потяги є найчастішими цілями, ще одним поширеним місцем чікану є паркування велосипедів, де лапають людей, які нахиляються, відмикаючи замки. Чікан часто фігурує в японській порнографії.
Ця проблема впливає на чоловіків по-іншому. Оскільки в Японії дуже високий відсоток вироків (99 % за деякими джерелами), невинним людям може бути важко довести свою невинуватість у суді. Фільм «Я просто цього не робив» японського режисера Масаюкі Суо, заснований на реальних подіях, розповідає про чоловіка-офісного працівника, виправданого за лапання після п'ятирічної судової тяганини. Кримінальні суди традиційно були поблажливими у справах про лапання, і лише нещодавно доклали зусилля для боротьби з соціальною проблемою шляхом посилення вироків.

### Сполучені Штати
Звинувачення можуть відрізнятися залежно від штату, але зазвичай вважаються сексуальними нападами, сексуальним лапанням або незаконними дотиками. У деяких юрисдикціях лапання вважається злочином сексуальної поведінки другого-четвертого ступеня, якщо немає сексуального проникнення.
- Луїзіана: Розділ 14, кримінальне право RS 14:43.1; § 43.1. Сексуальне насильство: A. Сексуальне лапання — це умисний дотик злочинця до ануса або геніталій жертви з використанням будь-якого предмета або будь-якої частини тіла злочинця, або дотик жертви до ануса або геніталій злочинця з використанням будь-якого предмета або будь-якої частини тіла жертви, коли має місце будь-яка з наведених нижче обставин: (1) Кривдник діє без згоди жертви.[25]

- Мічиган: Кримінальний кодекс Мічигану (за винятком), Закон 328 від 1931 року, 750.520e Злочинна сексуальна поведінка четвертого ступеня; проступок. Лапання вважається злочинною сексуальною поведінкою; (v) коли актор досягає сексуального контакту шляхом приховування або за допомогою елементу несподіванки.[26]